# Idioma kölsch
El kölsch o alemán regional de Colonia es un pequeño grupo de dialectos o variantes del grupo ripuario del alemán central. El kölsch se habla en Colonia y sus alrededores, en el oeste de Alemania.
En Colonia lo hablan activamente unas 250 000 personas, aproximadamente un cuarto de la población. La mayoría de los hablantes son bilingües con el alemán. Es comprendido en una extensa región habitada por unos 10 millones de personas.
Está estrechamente relacionado con los dialectos del fráncico moselano (moselfränkisch) y presenta un número de préstamos de este último. También presenta un cierto grado de parentesco con el limburgués, aunque se diferencia por su entonación.

## Origen y formación
Después de cinco siglos de dominación romana, a mediados del siglo V los francos se apoderaron de la ciudad. A raíz de esto, el latín, oficial, fue desbancado por el antiguo fráncico-germánico. Pero no es hasta los tiempos de la Dinastía Otoniana cuando se empieza a formar el idioma propio de la ciudad, el kölsch, documentado a partir de los siglos XII y XIII como lengua de documentos administrativos y eclesiásticos, y más tarde empleada por los ciudadanos más eminentes. Los fundamentos de la lengua son el alto alemán antiguo y el alto alemán medio, así como el bajo fráncico, especialmente en la variedad ripuaria, presente en los amplios territorios que rodeaban la ciudad.
Desde principios del siglo XIX, el kölsch se utilizaba cada vez más tanto en la poesía como la prosa, y hasta hoy en día la concepción de esta lengua se enriquece continuamente gracias a las publicaciones en kölsch y sobre el kölsch.

## Situación dentro de la sociedad

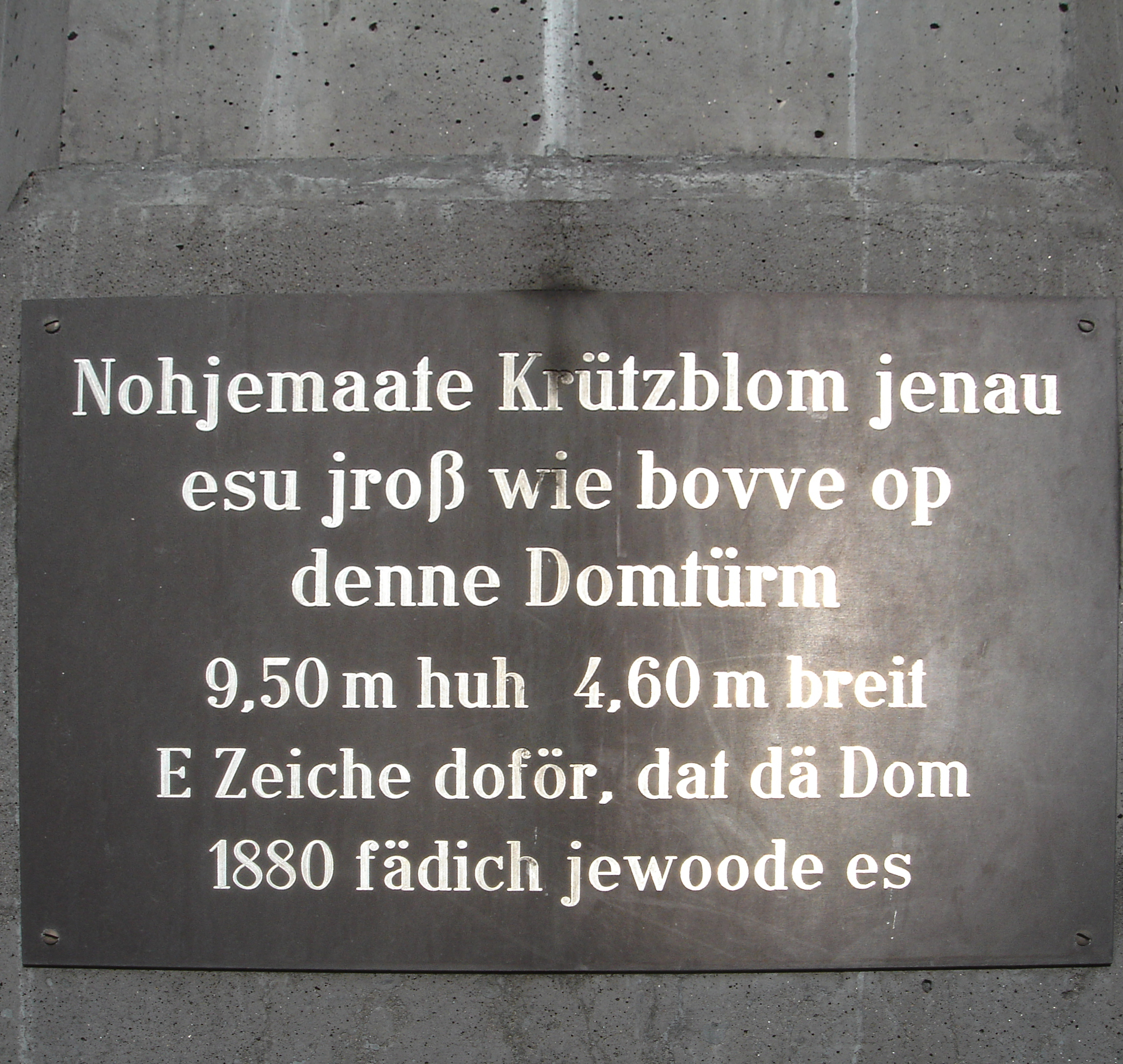
Inscripción en kölsch cerca de la catedral de Colonia.

### Aspectos generales
A diferencia de otros dialectos de los países de habla alemana, en ningún momento el kölsch ha estado en vías de extinción grave. Al igual que el dialecto berlinés, el kölsch se ha establecido con firmeza como dialecto de la ciudad y todavía hay muchos habitantes de Colonia que lo dominan. La implicación de sus hablantes hace que la lengua no caiga en el olvido. En Colonia el folclore está muy presente, sobre todo durante el Carnaval. Además, la ciudad cuenta con teatros y una amplia escena de grupos de música que utilizan el kölsch. También hay un número considerable de poetas populares y una oferta cultural abundante y marcadamente a favor del kölsch.
Todo esto, entre otras cosas, ha motivado la creación de una institución, la Akademie för uns kölsche Sproch (Academia por nuestra lengua kölsch), que tiene como objetivo la protección y la conservación del kölsch.

## Literatura y música
Suele citarse a Willi Ostermann como ejemplo de poeta local que, con sus odas, canciones y poemas sobre su ciudad natal, ha dejado un rico legado dialectal. La familia Millowitsch continuó su tarea y los escritores en este dialecto también incentivaron el kölsch como lengua escrita.[cita requerida]
Gracias al Carnaval, en la zona de Colonia se ha desarrollado de manera autónoma un repertorio de canciones populares en kölsch. En este sentido cabe destacar algunos grupos de música como, por ejemplo, "Bläck Fööss", "Höhner", "Räuber" o "Paveier". Canciones como por ejemplo el "Viva Colonia", de "Höhner", tienen éxito incluso más allá de las fronteras de la ciudad. Al mismo tiempo, la Büttenrede, los monólogos humorísticos del carnaval, también en kölsch, se han establecido como representación artística popular.[cita requerida]

## Hablantes en clave
Colonia ha sido siempre un centro de comercio suprarregional entre las regiones del Rin y, por lo tanto, un lugar de paso y de intercambio con otros pueblos. Mercaderes, taberneros y ciudadanos de Colonia precisaban a menudo de un tipo de comunicación que no fuera necesariamente comprensible por todo el mundo. Esto fue de gran ayuda sobre todo durante el dominio francés y prusiano.[cita requerida]

## Importancia regional
En Renania hay una gran riqueza de variedades dialectales y lenguas locales, pero cada vez hay menos hablantes que hayan crecido con el dialecto de su pueblo como lengua familiar. Los habitantes de mediana edad a menudo emigraron y así trasladaron su dialecto, cosa que pasó, por ejemplo, con el kölsch. Por eso, al menos desde la década de 1960, el kölsch ha empezado a tener influencia en grandes extensiones de los alrededores de Colonia, a raíz de una constante despoblación de la ciudad.[cita requerida]